# Getting Better
Getting Better er det tredje og sidste studiealbum fra den danske popgruppe OneTwo. Det blev udgivet i 1993 og er det første album fra gruppen, der har engelsksprogede tekster. Det solgte 40.000 eksemplarer. Gruppen blev opløst i 1994, men der blev efterfølgende udgivet to opsamlingsalbum.

## Spor
1. "Getting Better" - 4:44
2. "The Wind Whispers You" - 4:45
3. "Footsteps" - 4:53
4. "The Hearts Permission" - 4:22
5. "Dream Along" - 3:10
6. "Last Day" - 4:46
7. "Dont Follow That Road" - 5:37
8. "Sha La La La" - 5:00
9. "Love Unseen" - 4:58
10. "So Much Closer" - 5:01